# 圣希玻里堂

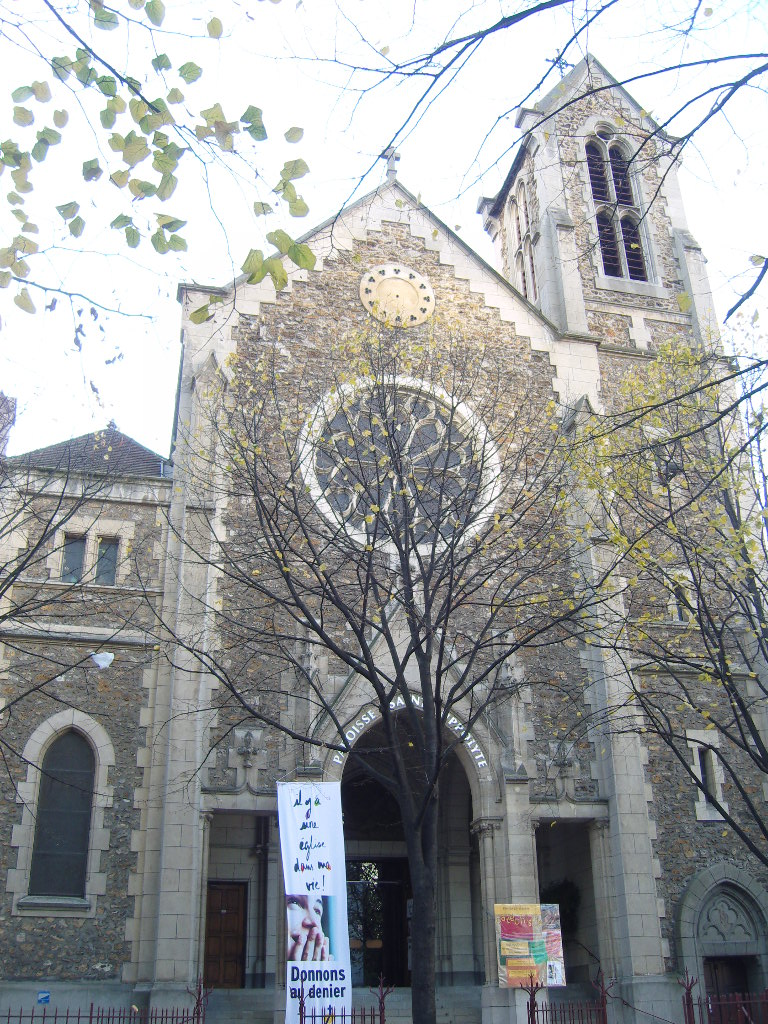
巴黎圣希玻里堂

圣希玻里堂（Église Saint Hippolyte）是法国巴黎的一座罗马天主教教堂，位于巴黎十三区的舒瓦西大街（avenue de Choisy），供奉罗马的希玻里。
2005年，在该堂之侧又兴建了巴黎中华圣母堂。
该堂建于1909-1924年，建筑师Jules-Godefroy Astruc。